# Basel I
Basel I er et sæt af finansielle regler introduceret af Basel-komiteen (BCBS) i 1988 og er derfor også kendt som Basel Akkorden af 1988. Basel I er nu afløst af først Basel II fra 2004 og i øjeblikket arbejdes med indførelsen af Basel III som svar på Finanskrisen 2007-2010. 
Navnet kommer efter Basel Kommiteen, der er baseret i Basel, Schweiz.
Basel I fokuserede hovedsageligt på kreditrisiko. Formålet var at øge bank-industriens kapitalbeholdninger. 